# 普里維季夫卡
51°44′49″N 26°2′18″E / 51.74694°N 26.03833°E
普里維季夫卡（烏克蘭語：Привітівка），是烏克蘭西北部的村莊，隸屬里夫內州的瓦拉什區。該村始建於1855年，面積31.1平方公里，海拔高度152米，人口575，人口密度每平方公里18.5人。